# Вільям Гарт
Вільям Гарт (нім. William Harth; нар. 19 вересня 1987) — німецький борець вільного стилю, багаторазовий переможець та призер престижних міжнародних турнірів, чемпіон світу серед військовослужбовців.

## Життєпис
Боротьбою почав займатися з 2000 року. Був срібним призером чемпіонату Європи 2007 року серед юніорів. За першу збірну Німеччини почав виступи з 2011 року.
Виступає за борцівський клуб SV, Вайнгартен. Тренери — Бехкет Селімоглу, Свен Тілє.

## Спортивні результати на міжнародних змаганнях

### Виступи на Чемпіонатах світу
| Змагання                        | Збірна    | Вагова категорія          | Місце |
| ------------------------------- | --------- | ------------------------- | ----- |
| Чемпіонат світу з боротьби 2011 | Німеччина | вільна боротьба, до 96 кг | 32    |
| Чемпіонат світу з боротьби 2013 | Німеччина | вільна боротьба, до 96 кг | 20    |
| Чемпіонат світу з боротьби 2014 | Німеччина | вільна боротьба, до 97 кг | 25    |
| Чемпіонат світу з боротьби 2015 | Німеччина | вільна боротьба, до 86 кг | 12    |

### Виступи на Чемпіонатах Європи
| Змагання                         | Збірна    | Вагова категорія          | Місце |
| -------------------------------- | --------- | ------------------------- | ----- |
| Чемпіонат Європи з боротьби 2013 | Німеччина | вільна боротьба, до 96 кг | 8     |
| Чемпіонат Європи з боротьби 2014 | Німеччина | вільна боротьба, до 97 кг | 5     |
| Чемпіонат Європи з боротьби 2016 | Німеччина | вільна боротьба, до 86 кг | 7     |

### Виступи на інших змаганнях
| Змагання                                                        | Збірна    | Вагова категорія          | Місце  |
| --------------------------------------------------------------- | --------- | ------------------------- | ------ |
| Гран-прі Німеччини з боротьби 2006                              | Німеччина | вільна боротьба, до 84 кг | 10     |
| Гран-прі Іспанії з боротьби 2011                                | Німеччина | вільна боротьба, до 96 кг | Золото |
| Меморіал Іона Корнеану 2011                                     | Німеччина | вільна боротьба, до 96 кг | Бронза |
| Cerro Pelado International 2012                                 | Німеччина | вільна боротьба, до 96 кг | 5      |
| Олімпійський кваліфікаційний турнір з боротьби 2012 (Тайюань)   | Німеччина | вільна боротьба, до 96 кг | 5      |
| Олімпійський кваліфікаційний турнір з боротьби 2012 (Гельсінкі) | Німеччина | вільна боротьба, до 96 кг | Бронза |
| Гран-прі Німеччини з боротьби 2012                              | Німеччина | вільна боротьба, до 96 кг | Срібло |
| Турнір Дана Колова — Николи Петрова 2013                        | Німеччина | вільна боротьба, до 96 кг | 5      |
| Гран-прі Німеччини з боротьби 2013                              | Німеччина | вільна боротьба, до 96 кг | Золото |
| Меморіал Іона Корнеану 2013                                     | Німеччина | вільна боротьба, до 96 кг | Золото |
| Кубок Гранми з боротьби 2014                                    | Німеччина | вільна боротьба, до 97 кг | Бронза |
| Турнір Алі Алієва 2014                                          | Німеччина | вільна боротьба, до 97 кг | 8      |
| Гран-прі Німеччини з боротьби 2014                              | Німеччина | вільна боротьба, до 97 кг | Бронза |
| Кубок Канади з боротьби 2014                                    | Німеччина | вільна боротьба, до 97 кг | Золото |
| Чемпіонат світу з боротьби серед військовослужбовців 2014       | Німеччина | вільна боротьба, до 97 кг | Золото |
| Турнір Дана Колова — Николи Петрова 2015                        | Німеччина | вільна боротьба, до 86 кг | Золото |
| Меморіал Вацлава Циолковського 2015                             | Німеччина | вільна боротьба, до 86 кг | 7      |
| Всесвітні ігри військовослужбовців 2015                         | Німеччина | вільна боротьба, до 86 кг | 5      |
| Турнір Олександра Медведя 2016                                  | Німеччина | вільна боротьба, до 86 кг | 7      |
| Олімпійський кваліфікаційний турнір з боротьби 2016 (Зренянин)  | Німеччина | вільна боротьба, до 86 кг | 8      |
| Олімпійський кваліфікаційний турнір з боротьби 2016 (Стамбул)   | Німеччина | вільна боротьба, до 86 кг | 14     |
| Гран-прі Німеччини з боротьби 2016                              | Німеччина | вільна боротьба, до 86 кг | 14     |
| Чемпіонат світу з боротьби серед військовослужбовців 2016       | Німеччина | вільна боротьба, до 97 кг | 7      |